# 子宮内薬液注入器
子宮内薬液注入器(しきゅうないやくえきちゅうにゅうき）とは、検査や治療のために子宮内に医薬品などを注入する為に用いる一般医療機器である。主に、子宮卵管造影する為の造影剤(リピオドール)の注入に用いるため、リピオドール注入器とも言う。

## 形状
注射器・嘴管・安全管・マルチン氏単鈎膣部鉗子・嘴管用ゴム先などからなる。

## 使用上の注意
- 製品は使用前には、滅菌・消毒した物を用いる(単回使用器機の場合は再使用しない)。
- 嘴管用ゴム先は、天然ゴムを使用しているためラテックスアレルギーの場合の使用には、注意が必要である。
- 取扱説明書に記載された方法で、組立てした後使用する事。
- 手術・処置等以外での使用は厳禁。